# Galeries Dalmau
Galeries Dalmau va ser una galeria d'art a Barcelona, en funcionament del 1906 al 1930 (també coneguda com a Sala Dalmau, Les Galeries Dalmau, Galeria Dalmau i Galeries J. Dalmau). La galeria va ser fundada i gestionada pel pintor i restaurador simbolista Josep Dalmau i Rafel. El seu objectiu era promoure, importar i exportar el talent artístic d'avantguarda.
El 3 de juny de 1911 es va inaugurar una nova seu de les galeries en el número 18 del carrer de la Portaferrissa, amb una exposició de la pintora polonesa Mela Mutermilch.
El 1912, Galeries Dalmau va presentar la primera exposició grupal declarada del cubisme a tot el món, amb una mostra controvertida de Jean Metzinger, Albert Gleizes, Juan Gris, Marie Laurencin i Marcel Duchamp. La galeria va comptar amb exposicions pioneres que van incloure Fauvisme, Orfisme, De Stijl i art abstracte amb Henri Matisse, Francis Picabia i Pablo Picasso, tant en exposicions col·lectives com en solitari. Dalmau va publicar la revisió dadaista 391 creada per Picabia, i va donar suport a Troços per Josep Maria Junoy i Muns.
Va ser la primera galeria d'Espanya a exposar obres de Juan Gris, la primera que va acollir exposicions en solitari d'obres d'Albert Gleizes, Francis Picabia, Joan Miró, Salvador Dalí i Àngel Planells. Va ser també la primera galeria que va exhibir vibració. Va presentar artistes d'avantguarda, tendències i manifestacions autòctones noves al panorama artístic català, alhora que va exportar art català a l'estranger, mitjançant projectes d'intercanvi d'exposicions, com ara la promoció de la primera exposició de Joan Miró a París (1921). A Dalmau se li acredita haver introduït art d'avantguarda a la península Ibèrica. A causa de les activitats i exposicions de Dalmau a la galeria, Barcelona es va convertir en un important centre internacional d'idees i mètodes innovadors i experimentals.

## Arxiu i Biblioteca Rafael i María Teresa Santos Torroella
L'any 2014 l'Ajuntament de Girona, en paral·lel a l'adquisició del fons artístic Santos Torroella, va rebre en donació l'Arxiu i Biblioteca Rafael i María Teresa Santos Torroella per part dels hereus de María Teresa Bermejo. El fons documental de les Galeries Dalmau forma part del llegat documental de l'Arxiu Santos Torroella. Els treballs de tractament van anar a càrrec de l'Arxiu Municipal de Girona.